# Oxyrhopus melanogenys
Oxyrhopus melanogenys är en ormart som beskrevs av Tschudi 1845. Oxyrhopus melanogenys ingår i släktet Oxyrhopus och familjen snokar. IUCN kategoriserar arten globalt som livskraftig.
Arten förekommer i norra Sydamerika söderut till Bolivia och centrala Brasilien. Honor lägger ägg.

## Underarter
Arten delas in i följande underarter:
- O. m. melanogenys
- O. m. orientalis